# Eciton manni
Eciton manni é uma espécie de formiga do gênero Eciton.